# Jenkinshelea polyxenae
Jenkinshelea polyxenae är en tvåvingeart som beskrevs av Meillon 1936. Jenkinshelea polyxenae ingår i släktet Jenkinshelea och familjen svidknott. Inga underarter finns listade i Catalogue of Life.